# Shūdōkan
Shudokan (修道館|Shūdōkan), traducido al español "la sala para el estudio del kárate" (de SHU, que significa estudiar o aprender; DO, que significa camino o forma de vida y KAN, que significa escuela o lugar) es una escuela de kárate creada en 1932 por Kanken Toyama (1888 – 1966).

## Historia
El maestro Kanken Toyama comenzó su entrenamiento a los nueve años en 1897 con el maestro Itarashiki en Okinawa, sin embargo comenzó a entrenarse con el reconocido maestro Yasutsune Itosu por 18 años, hasta su fallecimiento en 1915. En 1907, Toyama fue nombrado "shihan dai" o maestro instructor en el instituto para profesores de Okinawa; nótese que Toyama y su contemporáneo Gichin Funakoshi (fundador del estilo de karate Shotokan) fueron los únicos dos estudiantes a los que se les otorgó el título de "Shihandai" o protegidos.
Tras haber sido aceptado por Itosu como uno de sus estudiantes internos. Itosu, lo presentó ante su amigo el maestro Higashionna Kanryo, que lo aceptó como alumno, y de quien aprendió el arte del Naha-te. Además, estudió también el arte de Tomari-te bajo el maestro Ankichi Aragaki. Así la formación de Kanken Toyama en karate abarcaba los tres principales estilos de Okinawa. Sin embargo, Toyama se veía a sí mismo a lo largo de su vida más como un representante del Shuri-te, que había aprendido de Itosu.
En 1924 Toyama se trasladó a Taiwán, convirtiéndose en profesor de la escuela primaria, donde aprendió bajo los maestros Cheng Tong-Tai en Taipéi y con el maestro Lim Tung-Tong en Taichung, el He-quan (en japonés Hakutsuru-ken), o estilo de Ch'uan Fa / kung fu, o puño de la grulla blanca, estilo que se describe en el Bubishi y es uno de los fundamentos históricos del kárate actual, junto con el estilo del monje budista o shaolin quan / Siu lum.
En 1930 Toyama regresó de nuevo a Japón, donde dio clases en universidades y abrió su primer dojo en Tokio, y lo nombró Shu-Do-Kan (lugar para aprender el camino), en marzo de 1930. Toyama nunca quiso crear su propio estilo, pero él enseñó inicialmente una combinación del Shuri-te, Naha-te, Tomari-te y la He-quan llamando a su Karate; Okinawa Seito Karate (Karate Ortodoxo de Okinawa).
En 1946, el maestro Kanken Toyama, fundó la Federación de Kárate de todo el Japón o All Japan Karate-Do Federation (AJKF), con el objetivo de unir a todos los estilos del Karate de Okinawa y del Japón, para crear un espacio donde compartir ideas y técnicas. Debido a sus logros y cualificaciones en Karate y Kobudo (armas tradicionales de Okinawa), el maestro Toyama le fue otorgado por el gobierno japonés el título de Meijin ("hombre perfecto"). Este honor sólo fue dado al también maestro de karate Shorin Ryu (vertiente kobayashi) Choshin Chibana dado (que eran los dos últimos "Grandes Maestros", sobrevivientes después a la Segunda Guerra Mundial).
Durante toda su vida, Toyama quiso establecer el estilo independiente de kárate, pero dijo: «Un nombre no es más que un nombre, los estilos de kárate son básicamente los mismos, independientemente de los nombres por los que se les conoce».
Toyama no veía al Shudokan como un nuevo estilo diferente de kárate sino como un lugar para entrenar e investigar, por lo que no nombró un sucesor y tras su fallecimiento en 1966, la organización que fundó se fragmentó: aun así, su estudiante Toshi Hanaue mantuvo el Shu Do Kan original. Sus alumnos fundaron diferentes variantes del Shudokan: Shinsuke Kaneshima fundó el Tozan-ryu, Takazawa fundó la Keishinkan, Isao Ichikawa la Doshinkan, Walter Todd llevó una forma del Shudokan a los EE. UU. y Toshio Hanaue (1930-1983) enseñó en el Hombu Dojo Shudokan, que hoy día continúa bajo las enseñanzas del hijo del maestro Toyama, Ha Toyama Hiroshi.
Hatoyama Hiroshi también le otorgó la sucesión de la Hiroshima Shudokan a Yoshiki Tokuyama, quien continúa con la tradición Shudokan, con varias escuelas a nivel mundial, el Hanshi Yoshiki Tokuyama inició la masificación de la escuela Shudokan, estableciéndose inicialmente en dos países; España (Director Hanshi Henry Arambulo) y Venezuela (Director Kyoshi Otsirc Angulo).
Respecto a la Federación de Kárate de todo el Japón o All Japan Karate-Do Federation (AJKF), el maestro del estilo Shobayashi-Shorin Ryu, Eizo Shimabukuro se hizo cargo de la AJKF.
A nivel mundial el Shudokan es practicado en Japón, España, Venezuela, Estados Unidos, Holanda, México, Argentina, Alemania, Chile, Australia, Brasil y ahora Costa Rica.

## El Shudokan hoy
El karate Shudokan es un sistema compuesto, que no solo incluye las técnicas y tácticas propias del kárate y del Hakutsuru-ken, o estilo de la grulla blanca, (golpes con el puño, golpes a mano abierta, bloqueos, chequeos, patadas, barridos, desplazamientos, manejo de la respiración, y algunos lanzamientos, derribos, luxaciones, y estrangulamientos) sino que al igual que los estilos de Okinawa en los que se fundamenta, como el Shorin Ryu, también incluye el estudio de las armas tradicionales de Okinawa o kobudo. Cumple así el deseo del maestro Toyama de que el Shudokan no se estancara sino que evolucionara constantemente, creciendo en eficacia y dándose a conocer.

## Modelo de aprendizaje
El aprendizaje de este estilo de karate se basa en tres fundamentos: Katas, secuencias de combate preestablecidas y combate en grupos.
Los katas son una secuencia de movimientos entrelazados, donde se pretende que estamos siendo atacados, de diversas formas (tanto con golpes como agarres) por varios oponentes.
En las secuencias de combate preestablecidas, se desarrollan desde posiciones fijas, y se sabe cómo el oponente va a atacar, así como la defensa a realizar. En los grados superiores se da la lucha sin previo aviso de los ataques o defensas desde una posición flexible. Esta lucha no tiene la intención de lastimar al oponente, sino de valorar y mejorar el nivel técnico - táctico, además del aguante físico; manteniendo el respeto por el otro.
Igualmente se fomenta la participación en campeonatos tipo semicontacto de kárate a puntos, donde se pueden aplicar algunas de las técnicas aprendidas, según el reglamento deportivo.

## La influencia del kárate Shudokan en el Taekwondo (WTF) moderno
Tras su regreso de China al Japón durante los años 30; en la Universidad de Nihon. El maestro japonés Kanken Toyama conoció a los estudiantes coreanos Yoon Byung-in (también Yun Pyung-in), Kim Ki Whang, y Yon Kwai Byeong; y les entrenó en el Kárate Shudokan. y posteriormente regresaron con grados Dan (según el registro del dojo Shu-do-kan) a Corea, que en ese momento se encontraba aun bajo el dominio japonés (1910 -1945). En Corea fundaron las escuelas de Tang Soo Do / Tangsudo, o Kong Soo Do. El primer dojo o Kwan (Kan) donde trabajaron como instructores fue el Jidokwan. Yoon Byung-in recibió el 5 Dan en kárate Shudokan y Kim Ki Whang recibió su 3 dan de parte del sensei Toyama, trasladándose después a los Estados Unidos a principios de los años 60 para enseñar "karate coreano" o Taekwondo. Más adelante surgieron las escuelas Chang Moo Kwan, Han Moo Kwan, Kang Duk Won, formadas por varios de los instructores del Jidokwan. Tras la llegada de las tropas de los EE. UU.y la declaración de independencia de Corea el 15 de agosto de 1945, Yoon Byung-in se reunió con los fundadores de las cuatro otras grandes coreanas Kwan (escuelas) y decidieron formar una asociación para la unificación de los distintos Kwan. Siendo así como el Taekwondo moderno o WTF se desarrolló, en Corea del Sur.el General Choi Hong Hi (quien asimismo había aprendido kárate Shotokan, bajo el maestro Fundador de este estilo Gichin Funakoshi), dio origen a la Oh Do Kwan y al Taekwondo ITF. Estos datos se tomaron del fundador del Han Moo Kwan; Kyo Yoon Lee tal como fueron recopilados en su libro Global Taekwondo 2009, y en el libro A Modern History of Taekwondo, escrito por Won Sik Kang y Kyong Myung Lee en 1999.